# فوتبال گیلیک

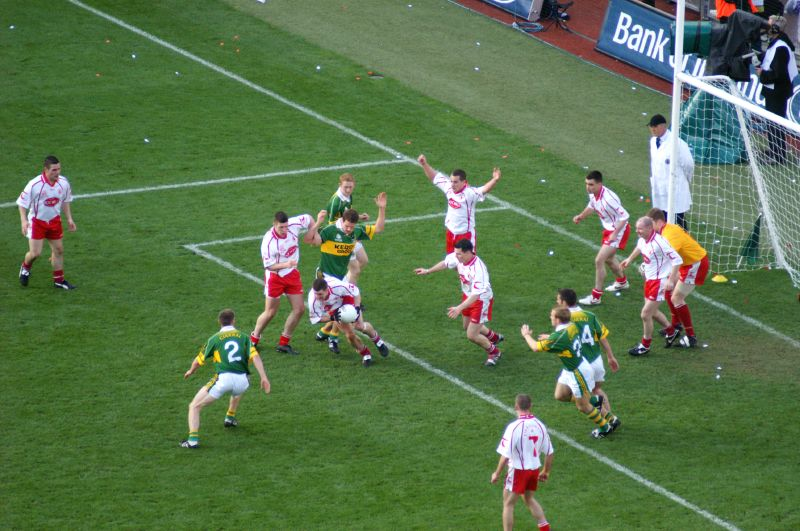
فینال مسابقات قهرمانی ایرلند در سال ۲۰۰۵

فوتبال گیلیک (به ایرلندی: Peil Ghaelach) نوعی ورزش گروهی است که از بازی‌های توپی سنتی مردم ایرلند محسوب می‌شود و بیشتر در این کشور بازی می‌شود. این بازی به همراه ورزش هورلینگ  یکی از پرببیننده‌ترین ورزش‌ها در کشور ایرلند است. فوتبال گیلیک از نوعی بازی بسیار قدیمی ایرلندی به نام  کاید نشأت گرفته‌است و شباهت‌های زیادی به راگبی فوتبال و به ویژه فوتبال استرالیایی دارد. مجموعه قوانین فوتبال گیلیک اولین بار در سال ۱۸۸۶ میلادی به چاپ رسید.

## مقررات
فوتبال گیلیک توسط دو تیم ۱۵ نفری در یک زمین چمن مستطیل شکل به طول ۱۳۰ تا ۱۴۵ متر و عرض ۸۰ تا ۹۵ متر بازی می‌شود.هر مسابقه فوتبال گیلیک ۶۰ دقیقه طول می‌کشد که به دو نیمه ۳۰ دقیقه‌ای تقسیم شده‌اند. البته مسابقات بین‌ایالتی بزرگسالان در دو نیمه ۳۵ دقیقه‌ای و مسابقات زیر دوازده سال در دو نیمه ۲۰ یا ۲۵ دقیقه‌ای برگزار می‌شوند.
فوتبال گیلیک همانند سایر ورزش‌های ایرلندی به‌صورت آماتور برگزار می‌شود و تفسیر قوانین ضد حرفه‌ای‌گری ورزش ایرلند بر عهده اتحادیه بازیکنان گیلیک است.

## مسابقات

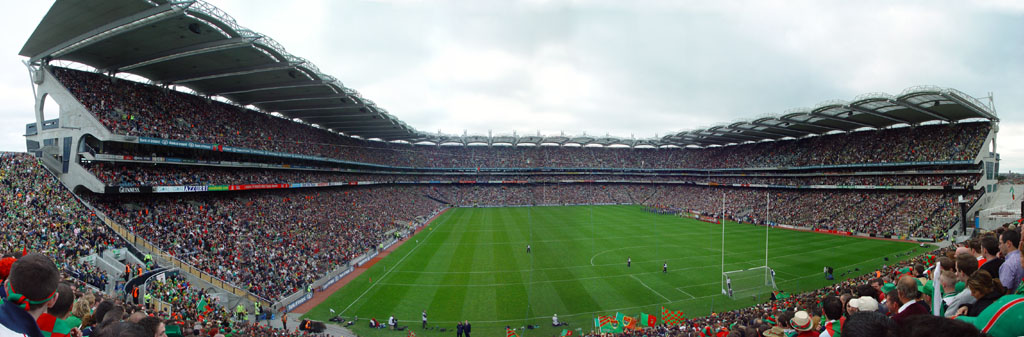
نمايی از ورزشگاه كروک پارک ميزبان فينال مسابقات قهرمانی ايرلند در سال ۲۰۰۴

قهرمانی ایرلند مهم‌ترین مسابقات این رشته ورزشی است و هر سال بین ۳۴ تیم برگزار می‌شود؛ ۳۲ تیم از ۳۲ ایالت کشور و دو تیم که از مهاجران ایرلندی مقیم لندن و نیویورک تشکیل شده‌است. 

## فوتبال گیلیک و سایر انواع فوتبال
فوتبال گیلیک شباهت‌هایی با تمام انواع راگبی فوتبال و به‌ویژه فوتبال استرالیایی دارد. برخی معتقدند که این دو ورزش ریشه مشترکی دارند. اخیراً مسابقاتی بین بازیکنان فوتبال ایرلندی و فوتبال استرالیایی با تلفیق قوانین هر دو ورزش برگزار می‌شود.

## فوتبال گیلیک زنان
فوتبال گیلیک زنان هم از دهه ۱۹۷۰ محبوبیت زیادی در میان زنان ایرلندی پیدا کرده‌است.

## فوتبال گیلیک در خارج از ایرلند
فوتبال گیلیک توسط مهاجران ایرلندی به سایر کشورها هم راه یافته‌است. علاوه بر لندن و نیویورک دیگر باشگاه‌های فوتبال گیلیک در شهرهای مختلف بریتانیا، آمریکا، کانادا، استرالیا، اروپای قاره‌ای و آسیا در حال فعالیت هستند.

## پیوند یه بیرون
- همه چیز درباره فوتبال در اتحادیه ورزش‌های گیلیک